# 거제동서로
거제동서로는 거제시 거제면과 신현 지역을 잇는 도로이다.